# Se cagnata 'a scena/Amici
Se cagnata 'a scena/Amici, pubblicato nel 1963, è il settimo singolo di Mario Merola

## Descrizione
Il disco contiene due cover.

## Tracce
Lato A
- Se cagnata 'a scena (Garri - Fiorini)

Lato B
- Amici (Sciotti - Squeglia)